# Chrysopogon macleishii
Chrysopogon macleishii là một loài thực vật có hoa trong họ Hòa thảo. Loài này được Cope mô tả khoa học đầu tiên năm 1994.